# 日見夢大橋
日見夢大橋（日语：／）是日本長崎縣长崎市的一座高速公路大橋，位于長崎自動車道（E34）的長崎多良见交流道至長崎芒塚交流道区间，跨过日見川、国道34号的日見绕道和長崎県道116号長崎芒塚交流道線。桥梁为双向四车道，上行橋长365（0.23英里），2004年3月27日通车，下行橋长373.5（0.23英里），2019年3月29日通车，获得2004年的土木学会田中奖。